# برج ذوالفقار
برج ذوالفقار یک روستا در ایران است که در شهرستان شیروان استان خراسان شمالی واقع شده‌است. برج ذوالفقار ۴۹ نفر جمعیت دارد.

## جمعیت
این روستا در  دهستان تکمران قرار دارد و براساس سرشماری مرکز آمار ایران در سال ۱۳۸۵، جمعیت آن ۴۹ نفر (۹ خانوار) بوده‌است.